# Venganza
A Venganza (Bosszú), egy kolumbiai televíziós sorozat, melyet 2017. január 2-án mutatott be az El Trece csatorna Revancha (Bosszú) címmel. Főszereplői: Margarita Muñoz, María Elena Döering, Andrés Toro, Javier Gómez, Jason Day és Jacques Toukhmanian.

## Történet
|  | Alább a cselekmény részletei következnek! |

Amanda Santana apját koholt vádak alapján letartóztatták. Évekkel később Emilia Rivera néven visszatér, hogy bosszút álljon azokon a személyeken, akik tönkretették őt.
|  | Itt a vége a cselekmény részletezésének! |

## Szereplők

### Főszereplők
| Színész(nő)         | Szerepnév                        | Megjegyzés                                     |
| ------------------- | -------------------------------- | ---------------------------------------------- |
| Margarita Muñoz     | Amanda Santana / 'Emilia Rivera' | David lánya, Gabriela testvére                 |
| María Elena Döering | Victoria Piedrahíta              | Ramón felesége, Daniel és Gabriela édesanyja   |
| Andrés Toro         | Adrián Lozano                    | Carlos fia, Sergio testvére                    |
| Javier Gómez        | Ramón Piedrahíta                 | Victoria férje, Daniel édesapja                |
| Jason Day           | Daniel Piedrahíta                | Victoria és Ramón fia, Gabriela testvére       |
| Paulina Dávila      | Emilia Rivera / 'Amanda Santana' | Amanda cellatársa a javítóintézetben           |
| Jacques Toukhmanian | Martín Lans                      | Amanda és David barátja                        |
| Lina Tejeiro        | Claudia Bustillo                 | Victoria személyi asszisztense                 |
| Ricardo Vélez       | David Santana                    | Amanda és Gabriela édesapja                    |
| Emmanuel Esparza    | César Riaño                      |                                                |
| Greicy Rendón       | Gabriela Piedrahíta              | Victoria és David lánya, Daniel és Amanda húga |
| Guillermo Blanco    | Sergio Lozano                    | Carlos fia, Adrián testvére                    |
| Mariana Hernández   | Amanda Santana (gyerek)          | David lánya                                    |

### Vendég- és mellékszereplők
- Aída Morales ... Ángela Romero
- Alejandro Castaño
- Alejandro Estrada
- Alejandro Otero ... Lázaro
- Ana Wills ... Mónica Salinas
- Anabell Rivero ... Lina Duarte - Manuel felesége, korábban David titkárnője
- Astrid Junguito
- Bebsabe Duque ... Viviana Tabares
- Camilo Bahamón ... Nicolás
- Camilo Trujillo
- Cristina Campuzano ... Marcela Noreña - Ügyvéd
- Conrado Osorio ... Ordoñez
- Diego Trujillo
- Fabio Rubiano ... Ernesto Araméndiz - Író
- Gabriel Ochoa
- Germán Quintero ... Tomas Russi - Szenátor, korábban ügyész a David Santana-perben
- Guillermo Olarte ... Roberto Ramírez
- Jarol Fonseca ... Gustavo Morales - A Morales Asociados vezetője, korábban David munkatársa
- Jery Sandoval ... Lucero Suárez
- Jose Lombana
- Juan Carlos Serrano
- Juan Pablo Obregon
- Julián Farietta ... Felipe
- Julio Medina ... Eduardo Piedrahíta - Ramón édesapja
- Kristina Lilley
- Luigi Aycardi ... Salvador Almeida
- Luis Felipe Cortés
- Luis Fernando Bohórquez ... Vicente Salinas
- Manuel Navarro ... Ignacio Villar
- Marcela Agudelo ... Cecilia Peláez
- Marcela Gallego
- Natalia Ramírez
- Nanis Ochoa
- Patrick Delmas ... Helmut Gross
- Rafael Leal ... Jairo
- Rolando Tarajano ... Wilson Núñez - Biztonsági főnök a Piedrahíta-családnál
- Santiago Bejarano ... Tulio Ocampo - Ügyvéd
- Santiago Soto ... Manuel Duarte - Lina férje
- Sebastián Eslava ... Enrique 'Kike' Castaño - Daniel barátja
- Silvia de Dios ... Cristina Ochoa
- Susana Posada
- Susana Rojas
- Tiberio Cruz ... Marlon

## Korábbi verzió
A 2011-ben készült amerikai Bosszú, melynek főszereplője Emily VanCamp.